# Hundskopf (Markstein)
Ne doit pas être confondu avec l'autre Hundskopf situé plus au nord près du Schweisel.
Le Hundskopf  est un sommet du massif des Vosges culminant à 1 237 mètres d'altitude, proche du Markstein et situé entre le Marksteinkopf et le Storkenkopf.